# جشمة تشهل (صحرا بردسكن)
جشمة تشهل (بالفارسية: چشمه چهل) هي قرية تقع في إيران في قسم صحرا الريفي.